# Das Buch Hitler
Das Buch Hitler der gemeinschaftlichen Herausgeber Henrik Eberle und Matthias Uhl ist die mit einem Vorwort von Horst Möller versehene Übersetzung eines Geheimdossiers für Josef Stalin Über Hitler und seine Umgebung, das auch unter der Bezeichnung Akte Nummer 462a bekannt geworden ist. Das Buch basiert auf einer Abschrift, die während der Chruschtschow-Ära angefertigt und 2004 von den beiden Herausgebern im Moskauer Staatsarchiv für Zeitgeschichte gefunden wurde. Das Original befindet sich angeblich unter Verschluss im Archiv des russischen Präsidenten Putin.
Das Dossier stellt die persönlichen Lebensverhältnisse Adolf Hitlers und seiner unmittelbaren Umgebung, seinen Führungsstil, seine privaten Angelegenheiten bis hin zu den intimen Gewohnheiten dar. Es beruht auf den Verhören von Hitlers Kammerdiener Heinz Linge und des persönlichen Adjutanten (bzw. „Chef des persönlichen Dienstes“) Otto Günsche, die vom russischen Geheimdienst in den Jahren ihrer Kriegsgefangenschaft durchgeführt wurden. Das Original umfasst 413 Schreibmaschinenseiten, die Stalin am 29. Dezember 1949 überreicht wurden. Zur Erstellung des Dossiers hatte Stalin Ende 1945 persönlich das Volkskommissariat für Innere Angelegenheiten (NKWD) angewiesen.
Vorrangig wollte Stalin Gewissheit darüber haben, ob Hitler tatsächlich tot war oder sich eventuell doch im Gewahrsam einer der anderen Kriegsparteien befand. Die Zusammenstellung der Akte legte den Schluss nahe, dass seitens Stalin auch ein voyeuristisches Interesse an der Intimsphäre des niedergerungenen Gegenspielers bestand.

## Ausgaben
- Henrik Eberle & Matthias Uhl (Hrsg.): Das Buch Hitler. Geheimdossier des NKWD für Josef W. Stalin, zusammengestellt aufgrund der Verhörprotokolle des persönlichen Adjutanten Hitlers, Otto Günsche, und des Kammerdieners Heinz Linge, Moskau 1948/49. Aus dem Russischen von Helmut Ettinger; mit einem Vorwort von Horst Möller. Lübbe, Bergisch Gladbach 2005, ISBN 3-7857-2226-5. Taschenbuchausgabe: Bastei-Lübbe-Taschenbuch, Bergisch Gladbach 2007, ISBN 978-3-404-64219-9.